# Matt Robinson
Pour les articles homonymes, voir Matt Robinson (homonymie) et Robinson.
Matt Robinson est un scénariste, producteur et acteur américain né le 1er janvier 1937 à Philadelphie, Pennsylvanie (États-Unis), décédé le 5 août 2002 à Los Angeles (Californie).

## Filmographie

### comme scénariste
- 1972 : Sanford and Son (série TV)
- 1972 : Possession meurtrière (The Possession of Joel Delaney)
- 1973 : Save the Children
- 1974 : Amazing Grace
- 1984 : A Celebration of Life: A Tribute to Martin Luther King, Jr. (TV)

### comme producteur
- 1973 : Save the Children
- 1974 : Amazing Grace
- 1984 : Cosby Show ("The Cosby Show") (série TV)
- 1990 : La Semaine du Sphinx (La Settimana della sfinge)

### comme acteur
- 1969 : 1, rue Sésame ("Sesame Street") (série TV) : Gordon Robinson (1969-1972) / Roosevelt Franklin (1969-1972)